# Sarah Young (Pornodarstellerin)
Sarah Young (* 15. April 1971 in Sidcup, Kent in Großbritannien als Sarah-Louise Young) ist eine ehemalige britische Pornodarstellerin.

## Leben
Sarah Young begann ihre Karriere bereits 1986 im Alter von 15 Jahren als Oben-Ohne-Fotomodell für die Seite 3 der britischen Boulevardzeitung The Sun. Mit 18 Jahren kam sie durch einen Freund zur Pornoindustrie und war für kurze Zeit für Private und die Color Climax Corporation tätig. Wenig später wurde der deutsche Pornofilmproduzent und -regisseur Hans Moser auf sie aufmerksam, der u. a. auch als Entdecker von Teresa Orlowski bekannt ist. Moser holte Young nach Deutschland und baute sie zum Star auf, als eine Art „Nachfolgerin“ Orlowskis, nachdem er sich von dieser im Unfrieden getrennt hatte. 1991 heirateten Sarah Young und Hans Moser, die Ehe wurde später geschieden.
Im Verlauf ihrer Karriere in der Pornobranche war Sarah Young Darstellerin in einer eigenen Videoreihe und mehreren Dutzend sonstiger Pornofilme. Sie betätigte sich auch als Drehbuchautorin und Regisseurin. 1996 war sie Gast in der Fernsehsendung 3 nach 9 des NDR und wurde dabei von Giovanni di Lorenzo interviewt. Bei der Verleihung der Venus Awards am 6. Dezember 1997, bei der sie als beste Darstellerin ausgezeichnet wurde, gab sie ihren Rückzug aus der Pornobranche bekannt, um ein Jurastudium in den USA aufzunehmen.

## Auszeichnungen
- 1997: Venus Award „Beste Darstellerin – Europa“

## Filmografie (Auswahl)
- Dirty Woman (1989)
- The Young One – Part 1 (1991) – Part 16
- Naked Neighbours (1996)
- Hamlet (1997)
- The Golden Girl Part 1 – 4
- The Sarah Young Collection Part 1 – 6
- Sexy Secrets (div. Folgen)
- Decameron Tales X
- Private Fantasies 1 – 30
- Sexy Nikita
- Nikita schafft sie alle
- Private Moments
- Private Affairs